# Ознаково
Ознаково (фин. Osnakka) — деревня в Гатчинском муниципальном округе Ленинградской области.

## История
Деревня Ознакова из 11 дворов упоминается на «Топографической карте окрестностей Санкт-Петербурга» Ф. Ф. Шуберта 1831 года.

ОЗНАКОВА — деревня принадлежит капитанше Байковой, число жителей по ревизии: 38 м. п., 38 ж. п.  (1838 год)

В пояснительном тексте к этнографической карте Санкт-Петербургской губернии П. И. Кёппена 1849 года она записана как деревня Osnakka (Ознакова) и указано количество её жителей на 1848 год: савакотов —  34 м. п., 39 ж. п., всего 73 человека.
Согласно 9-й ревизии 1850 года и 10-й ревизии 1856 года мыза и деревня Ознаково принадлежали помещику Владимиру Христиановичу Штевену.

ОЗНАКОВО — деревня госпожи Штевен, по просёлочной дороге, число дворов — 14, число душ — 32 м. п. (1856 год)

Согласно «Топографической карте частей Санкт-Петербургской и Выборгской губерний» в 1860 году деревня называлась Ознакова и насчитывала 10 крестьянских дворов.

ОЗНАКОВО — мыза владельческая при колодцах, число дворов — 3, число жителей: 6 м. п., 6 ж. п.

ОЗНАКОВО БОЛЬШОЕ — деревня владельческая при ключе, число дворов — 10, число жителей: 30 м. п., 29 ж. п.
 
ОЗНАКОВО МАЛОЕ — деревня владельческая при колодце, число дворов — 3, число жителей: 5 м. п., 10 ж. п.
(1862 год)

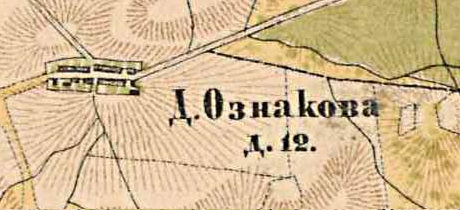
План деревни Ознаково. 1885 год
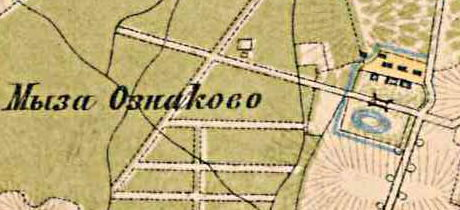
План мызы Ознаково. 1885 год

В 1885 году деревня Ознакова насчитывала 12 дворов.
Согласно материалам по статистике народного хозяйства Петергофского уезда 1887 года одна мыза Ознаково принадлежала действительному статскому советнику Николаю Ивановичу Пейкеру, она была приобретена до 1868 года; вторая мыза Ознаково площадью 279 десятин принадлежала инженеру-технологу К. П. Печаткину, она была приобретена в 1874 году за 8000 рублей.
В 1898 году в деревне открылась школа. Учителем в ней работал А. Саволайнен
В конце XIX века деревня административно относилась к Губаницкой волости 1-го стана Петергофского уезда Санкт-Петербургской губернии, в начале XX века — 2-го стана. Население деревни было исключительно финским.
По данным «Памятной книжки Санкт-Петербургской губернии» за 1905 год мыза Ознаково площадью 280 десятин принадлежала Клавдии Константиновне Зконопниц-Грабовской.
К 1913 году количество дворов в деревне увеличилось до 19.
С 1917 по 1923 год деревня Ознаково входила в состав Ознаковского сельсовета Губаницкой волости Петергофского уезда.
С 1923 года в составе Венгисаровской волости Гатчинского уезда.
С 1924 года в составе Ондровского сельсовета Венгисаровской волости.
С 1926 года в составе Ознаковского сельсовета. Согласно данным переписи населения СССР 1926 года в деревне Ознаково Ознаковского сельсовета Венгисаровской волости Троцкого уезда проживали 153 человека — финны и русские.
С 1927 года в составе Волосовского района.
С 1928 года в составе Смольковского сельсовета. В 1928 году население деревни Ознаково составляло 153 человека.

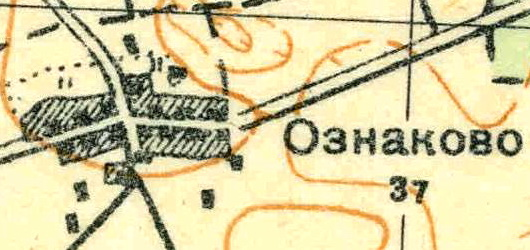
План деревни Ознаково. 1931 год

Согласно топографической карте 1931 года деревня насчитывала 37 дворов.
По административным данным 1933 года деревня Ознаково входила в состав Смольковского сельсовета Волосовского района.
Деревня была освобождена от немецко-фашистских оккупантов 24 января 1944 года.
В 1958 году население деревни Ознаково составляло 265 человек.
С 1959 года составе Елизаветинского сельсовета Гатчинского района.
По данным 1966, 1973 и 1990 годов деревня Ознаково также входила в состав Елизаветинского сельсовета.
В 1997 году в деревне проживали 158 человек, в 2002 году — 142 человека (русские — 77%), в 2007 году — 135.

## География
Деревня расположена в северо-западной части района на автодороге 41К-219 (Елизаветино — Фьюнатово).
Расстояние до административного центра поселения, посёлка Елизаветино — 7 км
Расстояние до ближайшей железнодорожной станции Елизаветино — 7 км.

## Демография
| 1838 | 1848 | 1862 | 1928 | 1958 | 1997 | 2002 |
| ---- | ---- | ---- | ---- | ---- | ---- | ---- |
| 76   | ↘73  | ↗86  | ↗153 | ↗265 | ↘158 | ↘142 |
| 2007 | 2010 | 2017 |      |      |      |      |
| ↘135 | ↗164 | ↘45  |      |      |      |      |

### Национальный состав
Согласно данным Всероссийской переписи населения 2021 года в деревне проживали 114 человек, из них:
 русские — 113, таджики — 1.

## Транспорт
К югу от деревни находится станция Елизаветино железной дороги Мга — Ивангород, по которой осуществляется пригородное сообщение.
К югу от деревни проходит автомобильная дорога 41А-002 (Гатчина — Ополье).
Через деревню проходит автобусный маршрут № 530 Гатчина — Раболово (3 рейса в сутки).